# Hans Wilhelmsson Ahlmann

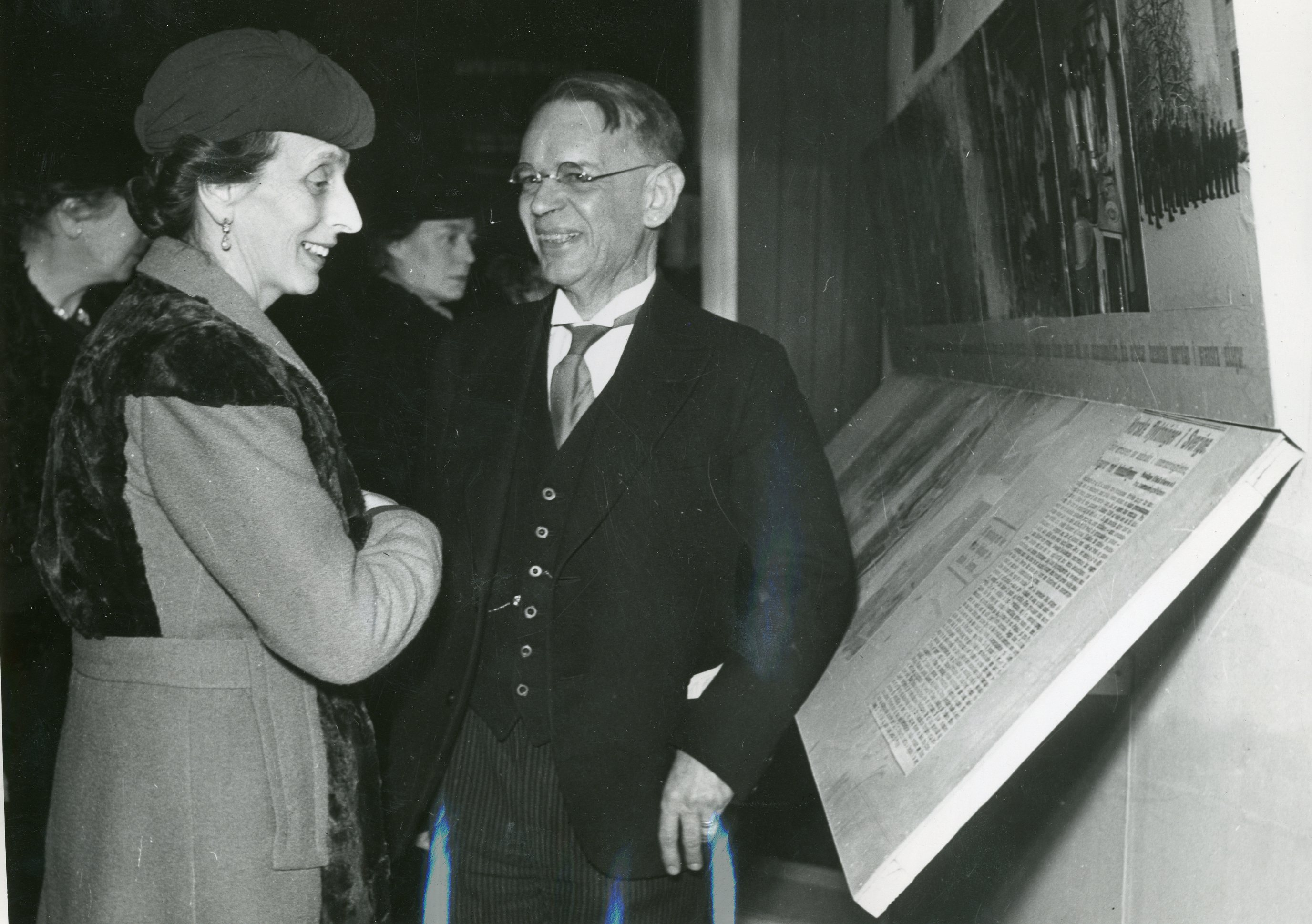
Hans Wilhelmsson Ahlmann mit Prinzessin Ingeborg von Dänemark bei der Eröffnung der Norwegischen Ausstellung 1943 in Stockholm.

Hans Jakob Konrad Wilhelmsson Ahlmann (geb. 14. November 1889 in Karlsborg; gest. 10. März 1974 in Stockholm) war ein schwedischer Geograph, Glaziologe und Diplomat.

## Leben und Wirken
Ahlmann studierte an der Universität Stockholm und nahm als Assistent von Gerard De Geer im Jahr 1910 an einer Spitzbergen-Expedition teil. 1913 zog es ihn – ursprünglich in der Absicht Künstler zu werden – nach Paris. Fehlendes Talent, aber auch das durch den Besuch einiger Vorträge des bekannten Geomorphologen William Morris Davis wiedererlangte Interesse an den Naturwissenschaften, führten ihn zurück nach Stockholm. Dort schrieb er seine Dissertation über die Geomorphologie des Ragundasjön, einen durch menschlichen Eingriff im Jahr 1796 versehentlich geleerten See.
Er wurde noch im selben Jahr zum außerordentlichen Professor für Geographie an der Universität Stockholm und 1920 zum außerordentlichen Professor für Geographie an der Universität Uppsala ernannt. 1929 kehrte er nach Stockholm zurück und erhielt die neu geschaffene Professur für Geographie an der Universität von Stockholm, welche er bis 1950 behielt. Während des Zweiten Weltkriegs war er Mitglied der Schwedisch-Norwegischen Vereinigung und von 1950 bis 1956 schwedischer Botschafter in Oslo.
Seine guten Kontakte nach Norwegen entstanden bereits Mitte der 1910er Jahre während der Studien von glazialen und postglazialen Landschaften im Jotunheimen-Gebirge und am Kårsaglaciären (Gletscher in Nordschweden). 1931 und 1934 gemeinsam mit Harald Ulrik Sverdrup erkundete er die Gletscher auf Vestspitsbergen. 1936 untersuchte er den Vatnajökull in Island und führte im Winter 1939/40 die schwedisch-norwegische Studie über Gletscher in Grönland durch. Im Jahr 1946 leitete er Untersuchungen von Gletschern am Kebnekaise in Schweden. Er war einer der Initiatoren der norwegisch-britisch-schwedischen Antarktis-Expedition 1949–1952.
Ahlmann untersuchte Klimaveränderungen in der Arktis und führte dazu eine Reihe empirischer Beobachtungen durch. Er begegnete damit der Idee einer rein lokalen polaren Erwärmung und stieß mit seinen Ergebnissen einen internationalen Austausch an Daten aus Meteorologie, Ozeanographie und anderen relevanten Disziplinen an. Während seiner letzten fünfzehn Jahre waren seine Interessen nicht mehr hauptsächlich der Glaziologie gewidmet, sondern richteten sich mehr auf die Geographie in ihrem alten Sinn, auf die Beziehung des Menschen zu seiner Umwelt und auf das Überleben der Menschheit in einer überbevölkerten Welt.
Ahlmann war verheiratet mit Erikka Maria Harloff (1897–1981) und hatte keine Kinder.

## Ehrungen und Mitgliedschaften
- 1934: Wahl in die Königliche Physiographische Gesellschaft in Lund
- 1937: Auszeichnung mit der Hans-Egede-Medaille der Königlichen Dänischen Geographischen Gesellschaft[3]
- 1938: korrespondierendes Mitglied der Königlich-Preußischen Akademie der Wissenschaften, ab 1969 ordentliches Mitglied der Akademie der Wissenschaften der DDR[4]
- 1939: Wahl zum Mitglied der Leopoldina.[5]
- 1939: Wahl in die Schwedische Akademie der Wissenschaften
- 1939: Verleihung der Patron’s Medal der Royal Geographical Society[6]
- 1939: Ehrendoktorwürde der Universität Grenoble[7]
- 1941: Verleihung der Vega-Medaille der Schwedischen Gesellschaft für Anthropologie und Geographie[8]
- 1945: Ehrendoktorwürde der Universität Oslo[7][9]
- 1946: Wahl in die Norwegische Akademie der Wissenschaften[9]
- 1950: Verleihung der Cullum Geographic Medal der American Geographical Society[10]
- 1955: Wahl in die Königlich Norwegische Wissenschaftliche Gesellschaft[9]
- 1956: Auszeichnung mit der Franz von Hauer-Medaille der Österreichischen Geographischen Gesellschaft[11]
- 1956: Wahl zum korrespondierenden Mitglied der Österreichischen Akademie der Wissenschaften
- 1956–1960: Präsident der Internationalen Geographischen Union[12]
- 1957: Ehrendoktorwürde der Universität Paris[7]
- 1959: Verleihung der Carl-Ritter-Medaille in Gold der Gesellschaft für Erdkunde zu Berlin[13]
- 1960: Erhalt der Großen Goldmedaille der Geographischen Gesellschaft der UdSSR[14][15]

## Namensgeber
Nach Hans Wilhelmsson Ahlmann wurden einige geographische Objekte benannt:
- Ahlmannfjellet, Berg im James-I-Land auf der Insel Spitzbergen, Arktis
- Ahlmannfonna, Gletscher auf der Insel Nordaustlandet im Spitzbergen-Archipel, Arktis
- Ahlmann-Gletscher, Gletscher im Grahamland, Antarktika
- Ahlmannryggen, Gebirgszug im Königin-Maud-Land, Antarktika

## Publikationen (Auswahl)
- Glaciological research on the North Atlantic coasts. In: Royal Geographical Society Research Series, Nr. 1. Royal Geographical Society, London 1948
- The contribution of polar expeditions to the science of glaciology. In: Polar Record, Vol. 5. Cambridge University Press, 1949, S. 324–331
- Preliminary glaciological plans for the Norwegian-British-Swedish Antarctic expedition, 1949–52. In: Journal of Glaciology, Vol. 1. International Glaciological Society, 1949, S. 286–289
- Glacier variations and climate fluctuations. In: Bowman Memorial Lectures, Ser. 3. American Geographical Society, New York 1953